# Quebrada de Herrera (comuna)
Quebrada de Herrera fue una de las comunas que integró el antiguo departamento de Putaendo, en la provincia de Aconcagua.
En 1907, de acuerdo al censo de ese año, la comuna tenía una población de 5075 habitantes. Su territorio fue organizado por decreto del 22 de diciembre de 1891, a partir del territorio de las Subdelegaciones 4.° Rinconada de Silva, 5.° Quebrada de Herrera y 6.° Asiento.

## Historia
La comuna fue creada por decreto del 22 de diciembre de 1891, con el territorio de las Subdelegaciones 4.° Rinconada de Silva, 5.° Quebrada de Herrera y 6.° Asiento.
La comuna fue suprimida mediante la reorganización político-administrativa del país, llevada a cabo con el Decreto Ley N.º 803, del 22 de diciembre de 1925. Su territorio pasó a la comuna de Putaendo.